# Werner Meilick
Werner Meilick (* 18. Juni 1924 in Zinna, Sachsen; † 4. Dezember 2004 in Frankfurt (Oder)) war ein Funktionär der SED. Er war Vorsitzender der Bezirksparteikontrollkommission Frankfurt (Oder) der SED.

## Leben
Meilick, Sohn eines Schlossers, besuchte von 1930 bis 1938 die Volksschule in Zinna und erlernte von 1938 bis 1941 den Beruf des Fleischers in Raguhn. Bis 1942 war in diesem Beruf in Torgau und Dessau tätig. Im Oktober 1942 wurde er zum Kriegsdienst bei der Wehrmacht eingezogen. Sein letzter Dienstgrad 1945 war Obergefreiter. Am 4. Mai 1943 beantragte er die Aufnahme in die NSDAP und wurde rückwirkend zum 20. April desselben Jahres aufgenommen (Mitgliedsnummer 9.611.292).
Nach Kriegsende 1945 trat er der SPD bei und wurde 1946 mit der Zwangsvereinigung von SPD und KPD Mitglied der SED. 1946/47 arbeitete er in einer Steingutfabrik in Torgau. Von 1946 bis 1949 nahm er an einem Lehrgang zur Ausbildung von Berufsschullehrern in Halle (Saale) teil und war ab 1947 als Berufsschullehrer bzw. Berufsschulinspizient beim Rat des Kreises Torgau tätig. Von 1950 bis 1952 wirkte er als Schulrat beim Rat des Kreises Torgau. 1952/53 studierte er an der Deutschen Akademie für Staats- und Rechtswissenschaft in Potsdam-Babelsberg. Von 1954 bis 1957 war er Berufsschullehrer in Bernau bzw. Oberreferent und Abteilungsleiter beim Rat des Bezirkes Frankfurt (Oder). Von Juni 1957 bis 1959 war er Instrukteur, anschließend bis September 1960 Leiter der Abteilung Wirtschaft der SED-Bezirksleitung Frankfurt (Oder). Von September 1960 bis 1963 studierte er an der Parteihochschule „Karl Marx“ mit dem Abschluss als Diplom-Gesellschaftswissenschaftler.
Von 1963 bis 1971 fungierte er als Leiter der Abteilung Wirtschaftspolitik der SED-Bezirksleitung Frankfurt (Oder). 1971/72 war er persönlicher Mitarbeiter des Ersten Sekretärs der SED-Bezirksleitung Frankfurt (Oder), Hans-Joachim Hertwig. Von Dezember 1972 bis Februar 1984 war er Sekretär für Wirtschaft der SED-Bezirksleitung Frankfurt (Oder) und vom 19. Februar 1984 bis November 1989 Vorsitzender der Bezirksparteikontrollkommission Frankfurt (Oder) der SED. Er war zeitweise auch Abgeordneter des Bezirkstages und später Mitglied der PDS. Ab November 1989 war er Rentner.

## Auszeichnungen
- Vaterländischer Verdienstorden in Bronze (1969) und in Gold (1988)[2]
- Verdienstmedaille der DDR